# Ivan Franjić
Ivan Franjić (Melbourne, 10 september 1987) is een Australisch voetballer van Kroatische afkomst die bij voorkeur als rechtsback speelt.
In 2005 debuteerde Franjić bij St Albans Saints SC in de Victorian Premier League. Hij speelde 29 wedstrijden voor deze club en scoorde daarin 5 keer. Hij ging toen naar Melbourne Knights en daar speelde hij 50 wedstrijden en scoorde hij 5 keer. Hij vertrok naar Oakleigh Cannons FC en werd verhuurd aan Brisbane Roar FC. Behalve voetballer was hij ook timmerman. Hij verliet Torpedo Moskou in april 2015, nadat de Russische voetbalclub zijn salaris niet meer uitbetaalde.
Na een seizoen werd hij definitief vastgelegd door Brisbane Roar. Met deze club won hij in de seizoenen 2010/2011 en 2011/12 de landstitel. Daarnaast speelde hij elf interlands voor Australië. Op basis van zijn afkomst kwam Franjić ook in aanmerking voor het Kroatisch voetbalelftal. Na mislukte avonturen bij Torpedo Moskou en Daegu FC en een periode bij Melbourne City (waarmee hij in 2016 de beker won) keerde Franjić in november 2017 terug bij Brisbane Roar.

## Interlands
| Interlands van Ivan Franjić voor Australië | Interlands van Ivan Franjić voor Australië | Interlands van Ivan Franjić voor Australië | Interlands van Ivan Franjić voor Australië | Interlands van Ivan Franjić voor Australië | Interlands van Ivan Franjić voor Australië | Interlands van Ivan Franjić voor Australië |
| №                                          | Datum                                      | Wedstrijd                                  | Uitslag                                    | Soort wedstrijd                            | Doelpunten                                 | Assists                                    |
| Als speler bij Brisbane Roar FC            | Als speler bij Brisbane Roar FC            | Als speler bij Brisbane Roar FC            | Als speler bij Brisbane Roar FC            | Als speler bij Brisbane Roar FC            | Als speler bij Brisbane Roar FC            | Als speler bij Brisbane Roar FC            |
| ------------------------------------------ | ------------------------------------------ | ------------------------------------------ | ------------------------------------------ | ------------------------------------------ | ------------------------------------------ | ------------------------------------------ |
| 1.                                         | 03.12.2012                                 | Hongkong - Australië                       | 0-1                                        | Kwalificatie Oost-Azië Cup 2013            | 0                                          | 1                                          |
| 2.                                         | 05.12.2012                                 | Noord-Korea – Australië                    | 1-1                                        | Kwalificatie Oost-Azië Cup 2013            | 0                                          | 0                                          |
| 3.                                         | 09.12.2012                                 | Australië - Chinees Taipei                 | 8-0                                        | Kwalificatie Oost-Azië Cup 2013            | 0                                          | 0                                          |
| 4.                                         | 20.07.2013                                 | Zuid-Korea - Australië                     | 0-0                                        | Oost-Azië Cup 2013                         | 0                                          | 0                                          |
| 5.                                         | 25.07.2013                                 | Japan - Australië                          | 3-2                                        | Oost-Azië Cup 2013                         | 0                                          | 0                                          |
| 6.                                         | 19.11.2013                                 | Australië - Costa Rica                     | 1-0                                        | Vriendschappelijk                          | 0                                          | 0                                          |
| 7.                                         | 25.03.2014                                 | Australië - Ecuador                        | 3-4                                        | Vriendschappelijk                          | 0                                          | 0                                          |
| 8.                                         | 26.05.2014                                 | Australië - Zuid-Afrika                    | 1-1                                        | Vriendschappelijk                          | 0                                          | 0                                          |
| 9.                                         | 07.06.2014                                 | Kroatië - Australië                        | 1-0                                        | Vriendschappelijk                          | 0                                          | 0                                          |
| 10.                                        | 13.06.2014                                 | Chili - Australië                          | 3-1                                        | WK voetbal 2014                            | 0                                          | 1                                          |
| Als speler bij Torpedo Moskou              |                                            |                                            |                                            |                                            |                                            |                                            |
| 11.                                        | 14.10.2014                                 | Qatar - Australië                          | 1-0                                        | Vriendschappelijk                          | 0                                          | 0                                          |
| 12.                                        | 18.11.2014                                 | Japan - Australië                          | 2-1                                        | Vriendschappelijk                          | 0                                          | 0                                          |
| 13.                                        | 09.01.2015                                 | Australië - Koeweit                        | 4-1                                        | Asian Cup 2015                             | 0                                          | 1                                          |
| 14.                                        | 13.01.2015                                 | Australië - Oman                           | 4-0                                        | Asian Cup 2015                             | 0                                          | 0                                          |
| 15.                                        | 17.01.2015                                 | Australië - Zuid-Korea                     | 0-1                                        | Asian Cup 2015                             | 0                                          | 0                                          |
| 16.                                        | 22.01.2015                                 | Australië - China                          | 2-0                                        | Asian Cup 2015                             | 0                                          | 1                                          |
| 17.                                        | 27.01.2015                                 | Australië - Verenigde Arabische Emiraten   | 2-0                                        | Asian Cup 2015                             | 0                                          | 0                                          |
| 18.                                        | 31.01.2015                                 | Australië - Zuid-Korea                     | 2-1 (n.v.)                                 | Asian Cup 2015                             | 0                                          | 0                                          |
| 19.                                        | 25.03.2015                                 | Duitsland - Australië                      | 2-2                                        | Vriendschappelijk                          | 0                                          | 0                                          |
| Als speler bij Melbourne City FC           |                                            |                                            |                                            |                                            |                                            |                                            |
| 20.                                        | 16.06.2015                                 | Kirgizië - Australië                       | 1-2                                        | Kwalificatie WK 2018                       | 0                                          | 0                                          |

Bijgewerkt t/m 29 november 2017

## Erelijst

### Clubverband
| Brisbane Roar  |    |            |
| A-League       | 2x | 2011, 2014 |
| Melbourne City |    |            |
| FFA Cup        | 1x | 2016       |

### MetAustralië
| Internationaal          |    |      |
| Aziatisch Kampioenschap | 1x | 2015 |

1. ↑  Ivan Franjić op national-football-teams.com. Gearchiveerd op 17 januari 2022.